# Barra (Naples)
Pour les articles homonymes, voir Barra.
 (août 2013).
Si vous disposez d'ouvrages ou d'articles de référence ou si vous connaissez des sites web de qualité traitant du thème abordé ici, merci de compléter l'article en donnant les références utiles à sa vérifiabilité et en les liant à la section « Notes et références ».
Barra est une ancienne commune italienne, maintenant un quartier populaire de Naples, dans la province éponyme, dans la région de la Campanie dans le sud de l'Italie. D'une superficie de 7,82 km², il rione Barra comportait en 2001 un peu plus de 38 000 habitants. 

## Géographie
Situé au sud de la ville parthénopéenne, au nord se trouve le quartier de Ponticelli, à l'est les communes de San Sebastiano al Vesuvio et San Giorgio a Cremano, au sud, le quartier San Giovanni a Teduccio et enfin à l'ouest, le quartier Poggioreale.

## Histoire
Sous l'Italie fasciste, Barra fut rattaché à Naples en 1926.